# گودوبری (بوتلیخسکی)
گودوبری (به لاتین: Godoberi) یک منطقهٔ مسکونی در روسیه است که در داغستان واقع شده‌است.